# Talamancalia
Talamancalia es un género de plantas herbáceas perteneciente a la familia de las asteráceas. Comprende 4 especies descritas y  aceptadas.

## Taxonomía
El género fue descrito por H.Rob. & Cuatrec. y publicado en Novon 4(1): 50. 1994. La especie tipo es: Talamancalia westonii H.Rob. & Cuatrec.

## Especies aceptadas
A continuación se brinda un listado de las especies del género Talamancalia aceptadas hasta agosto de 2012, ordenadas alfabéticamente. Para cada una se indica el nombre binomial seguido del autor, abreviado según las convenciones y usos.
- Talamancalia boquetensis (Standl.) H.Rob. & Cuatrec.
- Talamancalia fosbergii (Cuatrec.) B.Nord.
- Talamancalia putcalensis (Hieron.) B.Nord. & Pruski
- Talamancalia westonii H.Rob. & Cuatrec.